# Digital Line Unit
Die Digital Line Unit (DLU) ist eine Komponente zum Anschluss von analogen und ISDN-Teilnehmern an das digitale elektronische Wählsystem EWSD. Ähnlich wie eine abgesetzte periphere Einheit (APE) kann diese selbst nur teilnehmernahe Vermittlungsfunktionen ausführen und muss an eine Vermittlungsstelle angeschlossen werden. Sie verfügt über eine eigene elektronische Steuerung, die aus Sicherheitsgründen und auch zur Lastteilung doppelt vorhanden ist. An die Vermittlungsstelle wird sie mit zwei oder vier Primärmultiplexleitungen über die Komponente Line Trunk Group (LTG) angeschlossen. Die LTG steuert die DLU über das firmeneigene Netzwerkprotokoll V93. Komponenten des Zugangsnetzes, die alternativ zu einer DLU an eine LTG angeschlossen werden können, werden über die V5-Schnittstelle an die LTG angeschlossen.